# Estação Ferroviária de Hia
Hia é uma interface ferroviária do Caminho de Ferro de Luanda que serve o município de Ícolo e Bengo, em Angola.

## História
O edifício de passageiros é idêntico ao da encerrada estação de Queta e do anterior edifício de Viana. Foi reabilitado em 2017, aquando da construção de uma nova plataforma.

## Serviços
A interface é servida por comboios suburbanos.